# المشماس (المخادر)

تعديل مصدري - تعديل

المشماس هي إحدى قرى عزلة بني سرحة بمديرية المخادر التابعة لمحافظة إب، بلغ تعداد سكانها 438 نسمة حسب تعداد اليمن لعام 2004.